# Stephenie Meyer
Stephenie Meyer (nascida Morgan; Hartford, 24 de dezembro de 1973) é uma escritora americana, conhecida pelos best-sellers da série Twilight (Crepúsculo), que gira em torno da relação entre a jovem Bella Swan (que acabou de chegar na cidade para viver com seu pai) e um vampiro, Edward Cullen (que vive lá com sua família). Dois personagens de contrastes que se apaixonam e resolvem correr o risco de uma proximidade tão perigosa.
Graças à repercussão da série Crepúsculo, Meyer foi classificada como 49º na lista da revista Time das "100 pessoas mais influentes em 2008". Em 2010, a Forbes classificou-a como a 59º celebridade mais poderosa, com salário anual de US$ 40 milhões.
Os livros da série Crepúsculo já venderam cerca de 120 milhões de cópias ao redor do mundo, com traduções em 37 línguas diferentes, para 50 países. A adaptação cinematográfica de Crepúsculo foi lançada nos Estados Unidos em 21 de novembro de 2008, e no Brasil em 19 de dezembro. Stephenie Meyer também é autora do romance de ficção científica The Host ( tendo este estado também em primeiro lugar na lista de best-sellers do New York Times, já com edição em português).

## Biografia
Stephenie Sonnibe Meyer nasceu em Hartford, Connecticut no dia 24 de dezembro de 1973, filha de Stephen Morgan e Candy. Ela cresceu em Phoenix, Arizona, com cinco irmãos: Seth, Emily, Jacob, Paul, e Heidi. Ela frequentou a escola Chaparral High School, em Scottsdale, Arizona, e cursou literatura inglesa na Universidade Brigham Young, em Provo, Utah, onde se formou em 1995. Meyer é membro de A Igreja de Jesus Cristo dos Santos dos Últimos Dias. Conheceu seu marido Christian, mais conhecido por "Pancho",  casou-se com ele em 1994. Juntos, eles têm três filhos: Gabe, Seth e Eli.Após escrever Crepúsculo(Twilight), Stephenie ganhou 3 prêmios: um do NY Times e dois da Associação das Bibliotecas Americanas.
Crepúsculo (Twilight nos EUA), é o seu primeiro romance. Depois da sua publicação, Stephenie foi escolhida como um dos "novos autores mais promissores de 2005" pela Publishers Weekly. O sucesso desta obra lhe rendeu contratos de adaptação para o cinema, produtos e o planejamento de novas obras com a Little, Brown and Company. Stephenie Meyer é formada em literatura inglesa na Universidade Brigham Young.
Meyer atualmente vive em Cave Creek, Arizona, e possui também uma casa em Marrowstone Island, Washington. A escritora já veio ao Brasil, em novembro de 2010, juntamente da equipe de filmagem de Amanhecer, longa-metragem de que foi produtora oficial.
Meyer ganhou recentemente duas versões de sua biografia: uma em quadrinhos, feito originalmente pela Bluewater Comics, "Twilight Unbound: The Stephenie Meyer Story", que conta a vida e a inspiração para a saga, a história e as lendas de Forks;e uma outra, não-autorizada, do biógrafo americano Marc Shapiro.

## A SagaCrepúsculo

### Crepúsculo

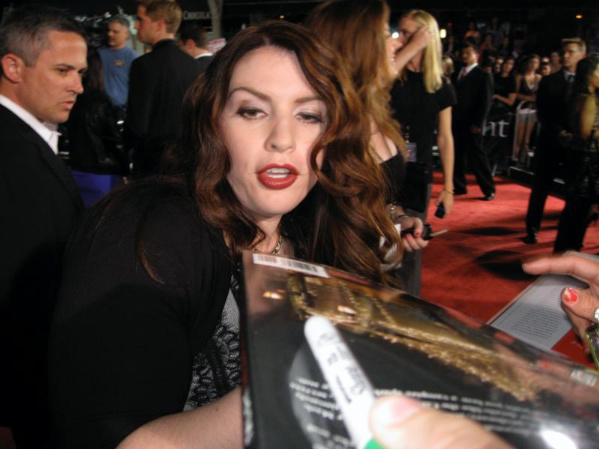
Stephenie Meyer.

Meyer diz que a ideia para Crepúsculo ocorreu para ela num sonho em 2 de junho de 2003. O sonho era sobre uma garota, e um vampiro que estava apaixonado por ela, mas ele sentia desejo pelo sangue dela , porém  não queria que ninguém soubesse das suas origens. Com base nesse sonho, Meyer escreveu a transcrição do que é agora o capítulo 13 do livro. Ela nunca havia pensado em vampiros, e o sonho surpreendeu a ela própria. A autora chegou inclusive a dizer: "Não escolhi os vampiros. Eles me escolheram." Apesar de ter muito pouca experiência em escrita, em questão de três meses ela havia transformado um vívido sonho em um romance concluído. Após redação e edição do romance, ela assinou um contrato de três livros com a Little, Brown and Company por US $ 750.000. O livro foi lançado em 2005.
Crepúsculo foi reconhecido rapidamente e ganhou várias honrarias, incluindo:
- A The New York Times  Editor's Choice (Um Livro Recomendado pelo The New York Times).
- A Publishers Weekly Best Book of the Year (O Melhor Livro do Ano segundo da Publishers Weekly).
- An Amazon.com Best Book of the Decade…So Far ("O Melhor Livro da Década… Até agora" segundo o Amazon.com).[8]

O livro chegou a 1º lugar na Lista de Best-sellers do The New York Times , e foi traduzido para diversas línguas, por boa parte do mundo. No entanto, a recepção crítica foi mista. Booklist escreveu: "Há algumas falhas aqui - uma trama que poderia ter sido enxugada, uma excessiva regulação sobre adjetivos e advérbios para reforçar o diálogo -, mas este romance cheio de mistérios se infiltra na alma e dá uma sensação de depressão e curiosidade ao mesmo tempo." Kirkus escreveu: "[Crepúsculo] está longe de ser perfeito: o retrato de Edward como o trágico herói monstruoso é excessivamente byroniano e o apelo de Bella é mais baseado na mágica do que no personagem. Apesar de tudo, o retrato de amantes perigosos bate o ponto; os fãs de romance obscuro vão achar difícil resistir". 

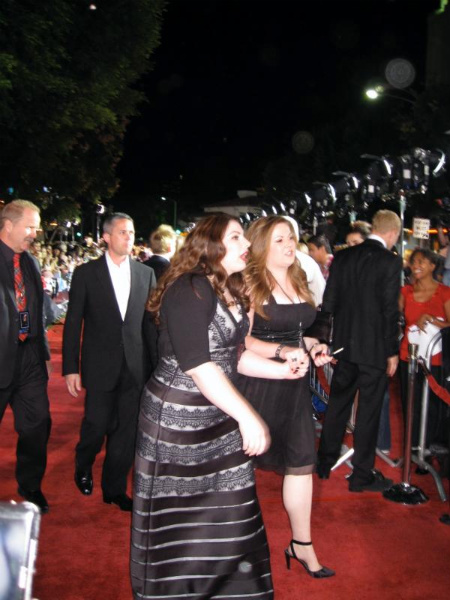
Stephenie Meyer na premiere de New Moon de em 18 de novembro de 2009

### Histórias subsequentes da saga Crepúsculo
Após o sucesso de Crepúsculo (2005), Meyer expandiu a história em uma série com mais três livros, criando Lua Nova (2006), Eclipse (2007), e Amanhecer (2008). Na sua primeira semana após a publicação, a primeira sequência, Lua Nova, estreou em 5º lugar no New York Times Best Seller List for Children's Books e, em sua segunda semana subiu para a 1ª posição, onde permaneceu durante as próximas onze semanas. No total, o segundo livro esteve mais de 50 semanas no New York Times. Após o lançamento do Eclipse, o terceiro livro da saga de "Crepúsculo", este esteve 143 semanas no New York Times Best Seller list. A quarta parcela da série, Amanhecer, foi lançada com uma tiragem inicial de 3,7 milhões de cópias. Mais de 1,3 milhões de exemplares foram vendidos no primeiro dia, estabelecendo um recorde no primeiro dia de vendas para o desempenho. O romance também ganhou seu primeiro British Book Award.
Após a conclusão de Amanhecer, Meyer indicou que este seria o último romance a ser contado a partir da perspectiva de Bella Swan. Midnight Sun deveria ser um novo companheiro para a série. Seria o relato dos acontecimentos do romance Crepúsculo, mas a partir da perspectiva de Edward Cullen (em oposição a Isabella Swan). Stephenie Meyer teve a esperança de ter Midnight Sun publicado pouco depois do lançamento de Amanhecer, mas após o vazamento de um esboço dos seus primeiros doze capítulos, a autora optou por adiar o projeto indefinidamente. Além disso, uma vez que Meyer decidiu, à época,  não prosseguir temporariamente com livros relacionados a Crepúsculo, devido à fuga de informação, ela colocou os 12 capítulos de Midnight Sun no seu website. Em maio de 2020, a autora decidiu lançar definitivamente Midnight Sun em agosto do mesmo ano, doze anos após o vazamento ilegal.
Recentemente, Meyer também escreveu um outro livro, mais exatamente uma novela, que se passa na época de Eclipse e narra a história de uma das vampiras recém-criadas, Bree, a partir da perspectiva desta personagem, intitulado A Breve Segunda Vida de Bree Tanner: Uma história de Eclipse. O livro é uma espécie de complemento à série Crepúsculo e foi lançado nos Estados Unidos pela editora Little, Brown and Company em 5 de junho de 2010. Vendeu mais de um milhão de cópias em menos de um mês de lançamento nos Estados Unidos, além de alcançar o topo das listas de mais vendidos de diversos países. Meyer decidiu que irá disponibilizá-lo de graça na internet por um breve período. Além disso, também será feita uma edição física, que poderá ser comprada, e parte do dinheiro arrecadado será doado para a Cruz Vermelha americana.
Crepúsculo: Guia Oficial Ilustrado da Série, é o mais recente livro da autora contendo informações sobre a saga Crepúsculo; foi colocado a venda no dia 12 de abril de 2011 e descreve detalhes que não entraram na história central de Bella, mas que giram em torno do universo dos vampiros de Meyer.

## Outros trabalhos
O livro A Hospedeira possui em seu enredo romance/ficção científica, e é o primeiro trabalho da escritora fora do universo da série Crepúsculo. Stephenie apresenta ao leitor uma raça alienígena, chamados de almas, que dominam a terra e seus habitantes, destacando o caso em que a mente de sua hospedeira humana se recusa a cooperar com o domínio da alma. Sendo um relativo sucesso, a obra ficou em segundo lugar na lista de best-sellers do New York Times, e, além disso, passou cerca de 36 semanas na lista de beste-sellers do Los Angeles Times. No Brasil, o livro já vendeu cerca de 140.000 exemplares.
Meyer publicou o conto chamado Inferno na Terra em Formaturas Infernais, uma coleção de contos de terror  sobre noites de formatura com eventos sobrenaturais. Outros autores que contribuíram para essa coletânea foram Meg Cabot, Kim Harrison, Michele Jaffe e Lauren Myracle. O original americano, intitulado Prom Nights from Hell, foi lançado em abril de 2007.
No final de março de 2011, ela revelou estar trabalhando em um novo livro de fantasia, ainda sem título. Sobre ele, Meyer declarou, "É uma fantasia que acontece em outro mundo, no qual as pessoas usam arcos, flechas e espadas. Há um pouco de magia, mas é uma forma muito limitada. Os personagens são humanos, alguns deles têm a habilidade de usar magia, e outros não. É bem obscuro. Pessoas morrem. A personagem principal é uma garota de 17 anos, e ela é legal". Ela também afirmou que possui um esboço elaborado para uma história envolvendo sereias, que planeja escrever e publicar um dia.

## Obras

### Série Crepúsculo
- Crepúsculo (Intrínseca, 2008)
- Lua Nova (Intrínseca, 2008)
- Eclipse (Intrínseca, 2009)
- Amanhecer (Intrínseca, 2009)
- Sol da meia-noite (Intrínseca, Agosto de 2020)

#### Spin-offs
- A Breve Segunda Vida de Bree Tanner: Uma história de Eclipse (Intrínseca, 2010)
- Crepúsculo: Guia Oficial Ilustrado da Série (Intrínseca, 2011)
- Vida e Morte: Crepúsculo Reimaginado (Intrínseca, 2015)

### Outros Livros
- Formaturas Infernais (Galera, 2009) (co-autoria)
- A Hospedeira (Intrínseca, 2013)
- A Química (Intrínseca, 2016)